# Neorationalisme
Neorationalisme is een stijl binnen de architectuur aan het eind van de twintigste eeuw. Net als bij het rationalisme bestaan er binnen het neorationalisme verschillende stromingen. Zo kan men een Italiaanse en een Nederlandse variant onderscheiden. In Italië, waar de wortels liggen van het neorationalisme, wordt meestal van Tendenza gesproken. De Amerikaanse architectuurhistoricus James Steele spreekt van Europees rationalisme.
Kenmerkend bij het Nederlandse neorationalisme zijn het vele gebruik van geometrische vormen en het toepassen van industriële bouwmethodes zoals bouwen met prefab-elementen.

## Ontstaan en invloed
De Italiaanse architect Aldo Rossi publiceerde in 1966 L'architettura della città, waarin hij principes presenteerde die later het Tendenza zouden vormen, een stijl geworteld de structuren van oude steden, met aspecten van het nieuw classicisme. Het zette zich dan ook af tegen de vergezichten die het modernisme voorspiegelde. De stijl is verwant met het iets later ontstane postmodernisme. De principes van Rossi inspireerden architecten als Léon en Rob Krier en later Hans Kollhoff om in deze stijl te gaan ontwerpen.
James Steele, hoogleraar architectuur aan de University of Southern California in Los Angeles, ziet naast Rossi, Krier en Kollhoff ook Giorgio Grassi, Mario Botta, Aurelio Galfetti, Vittorio Gregotti, Juan Navarro Baldeweg, Rafael Moneo, Oswald Mathias Ungers, Josef Paul Kleihues en Gottfried Böhm als vertegenwoordigers van het Europees Rationalisme, maar ook bepaalde werken van het Amerikaanse Pei Cobb Freed & Partners. De Zwitserse "School van Ticino" (Botta, Galfetti, Snozzi) kan gezien worden als een stroming binnen het Europees neorationalisme.

## Neorationalisme in Nederland
In Nederland gelden Pi de Bruijn, Carel Weeber, Cees Dam, Abe Bonnema als vertegenwoordigers van het neorationalisme. In hun werk is de invloed van het nieuw classicisme vrijwel afwezig. Bekende bouwwerken zijn het Stadhuis van Lelystad, het woongebouw De Peperklip in Rotterdam en de inmiddels gesloopte Zwarte Madonna in Den Haag. Het werk van Jo Coenen, opgeleid bij Luigi Snozzi in Lugano, sluit meer aan bij de ideeën van Rossi en de School van Tecino.

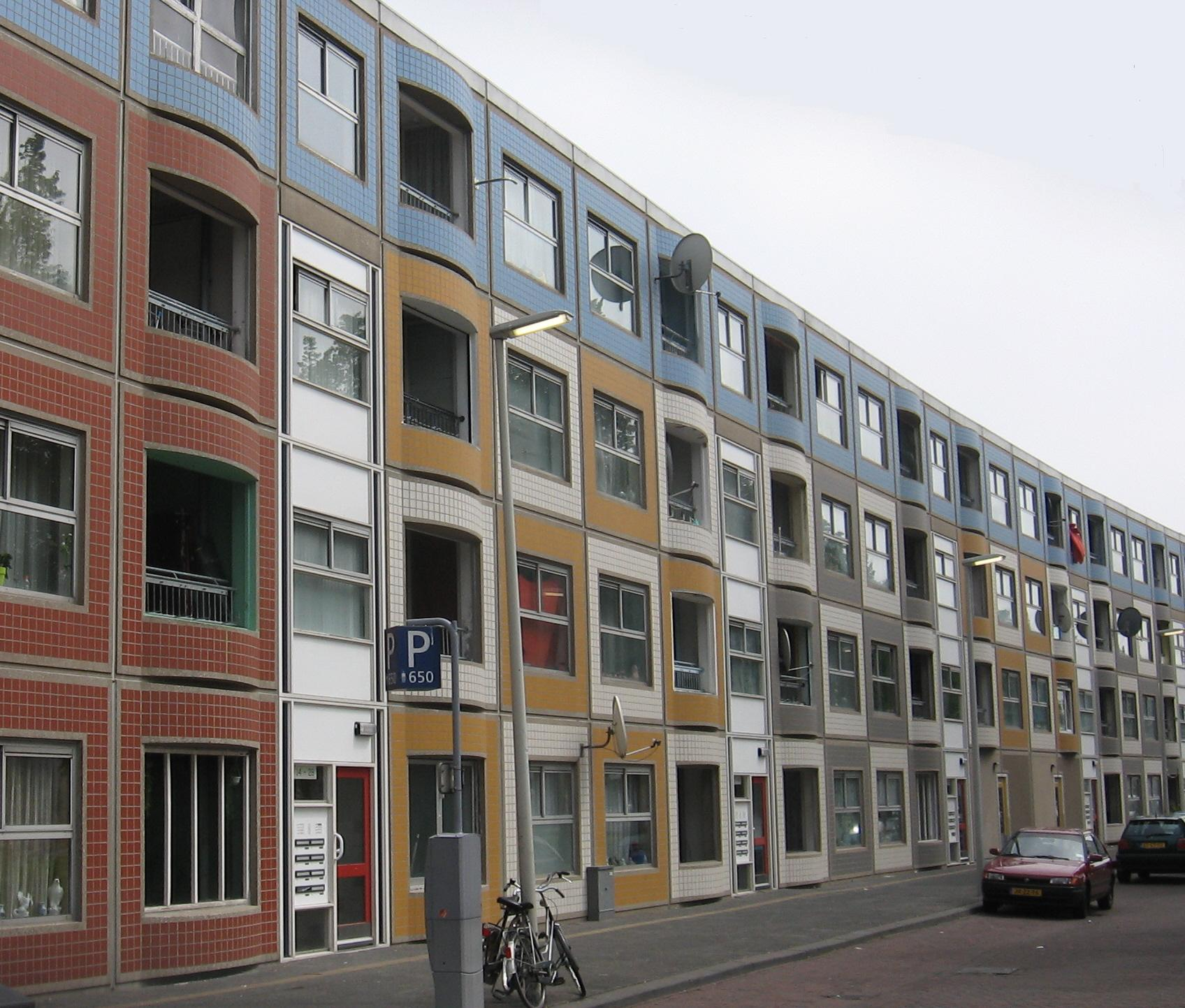
De Peperklip, Rotterdam (Weber)
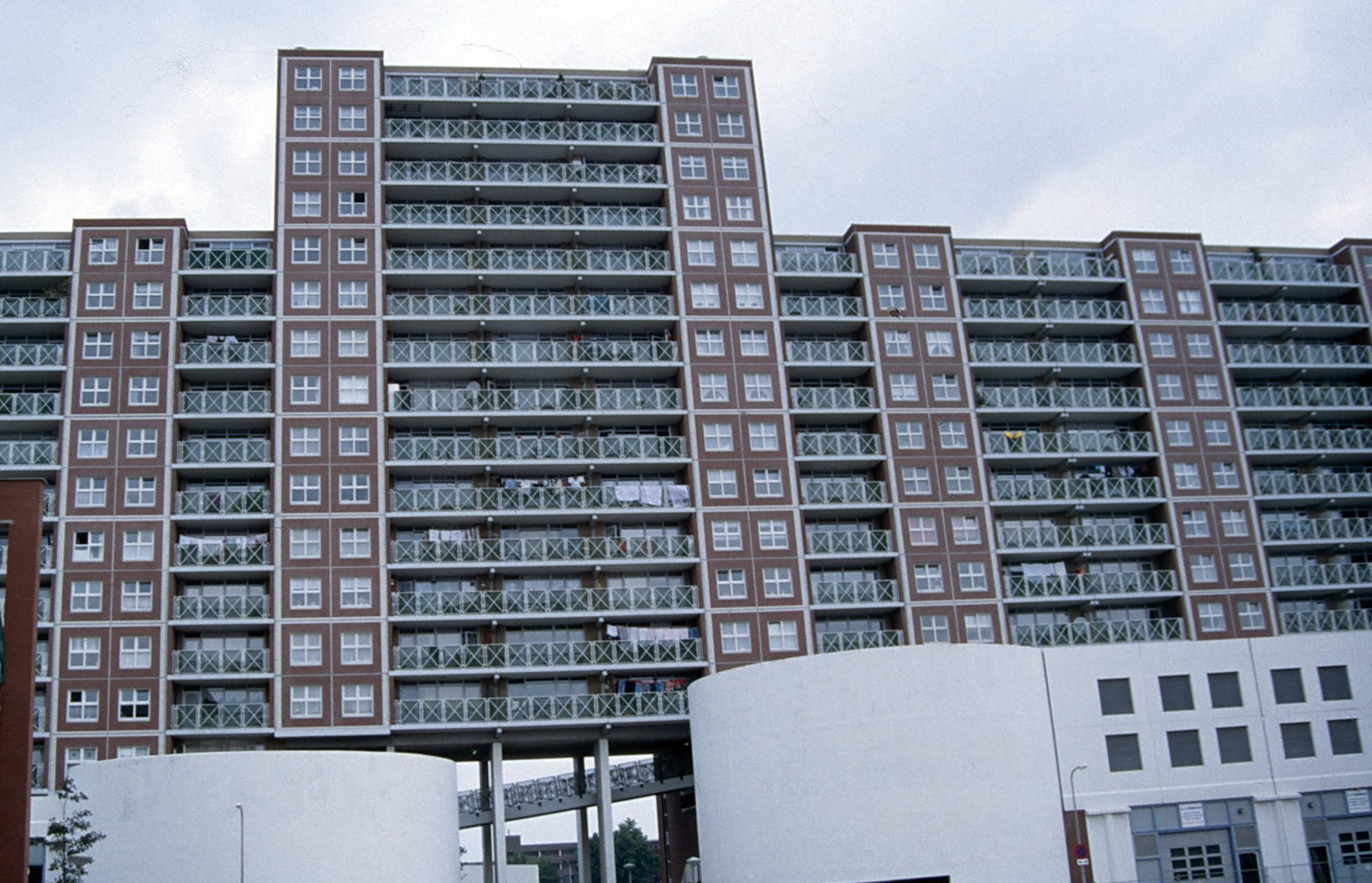
De Lamel, Den Haag (Rossi/Weber)
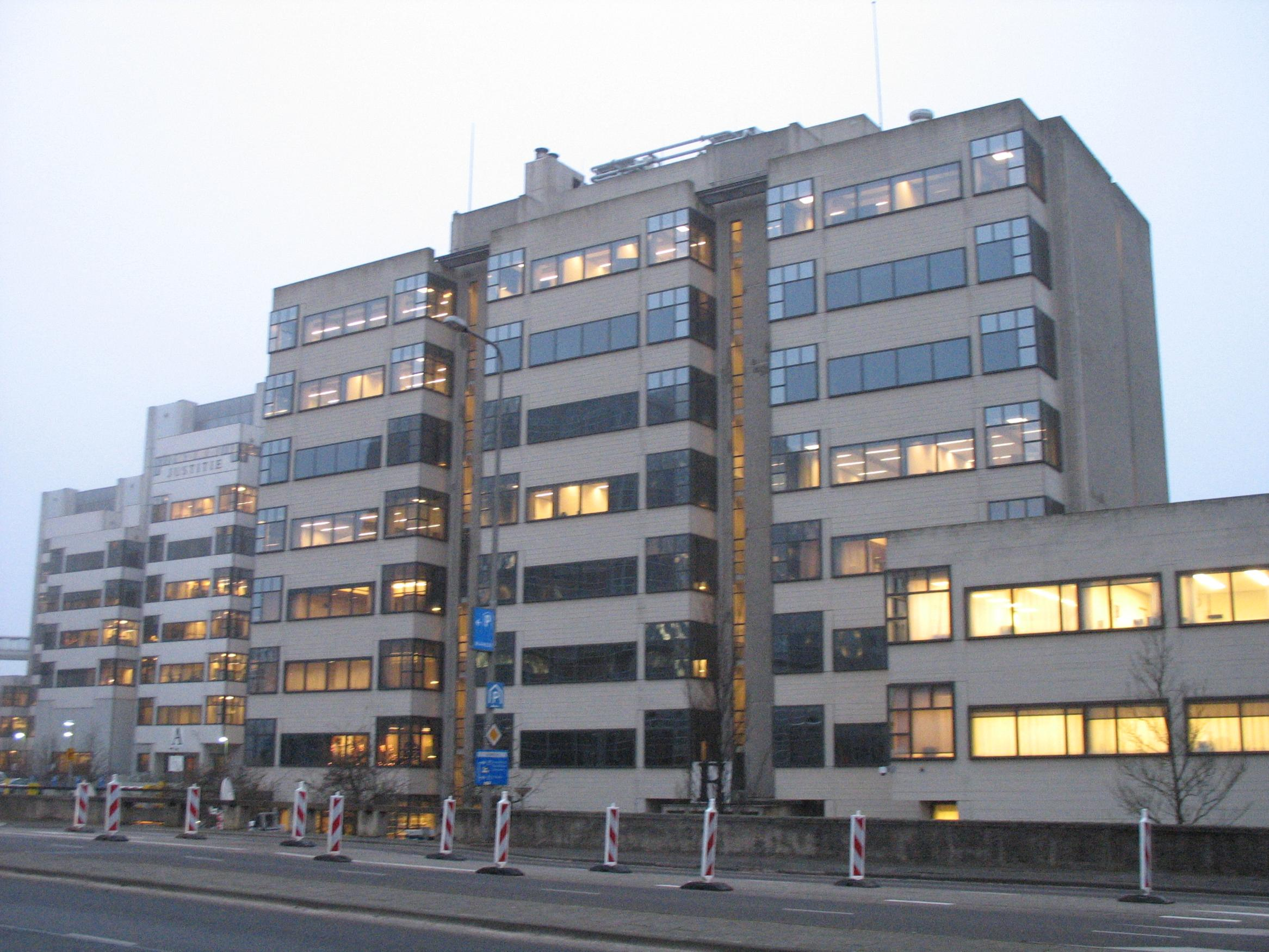
Rechtbank, Amsterdam
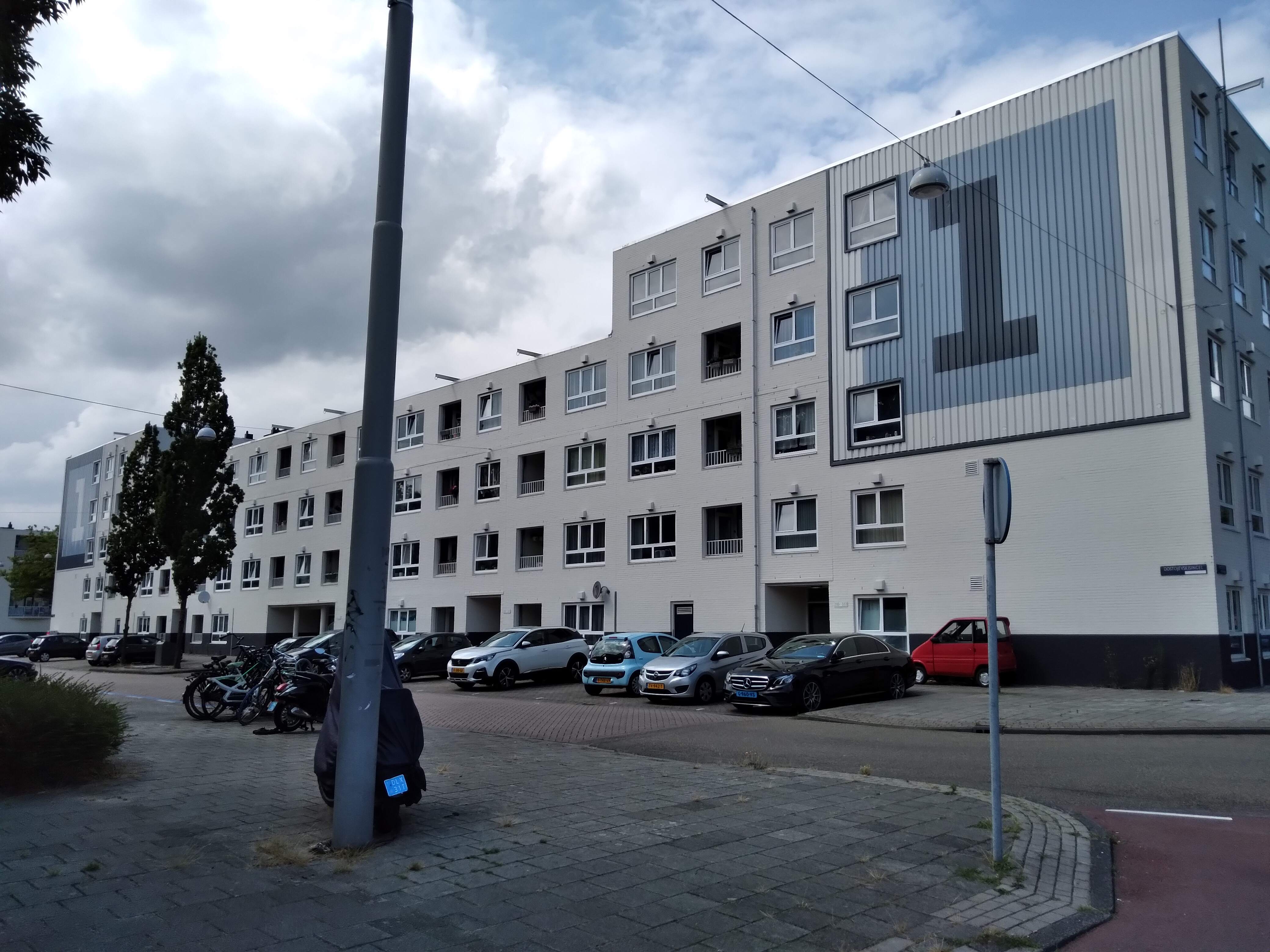
Blok 1, Amsterdam
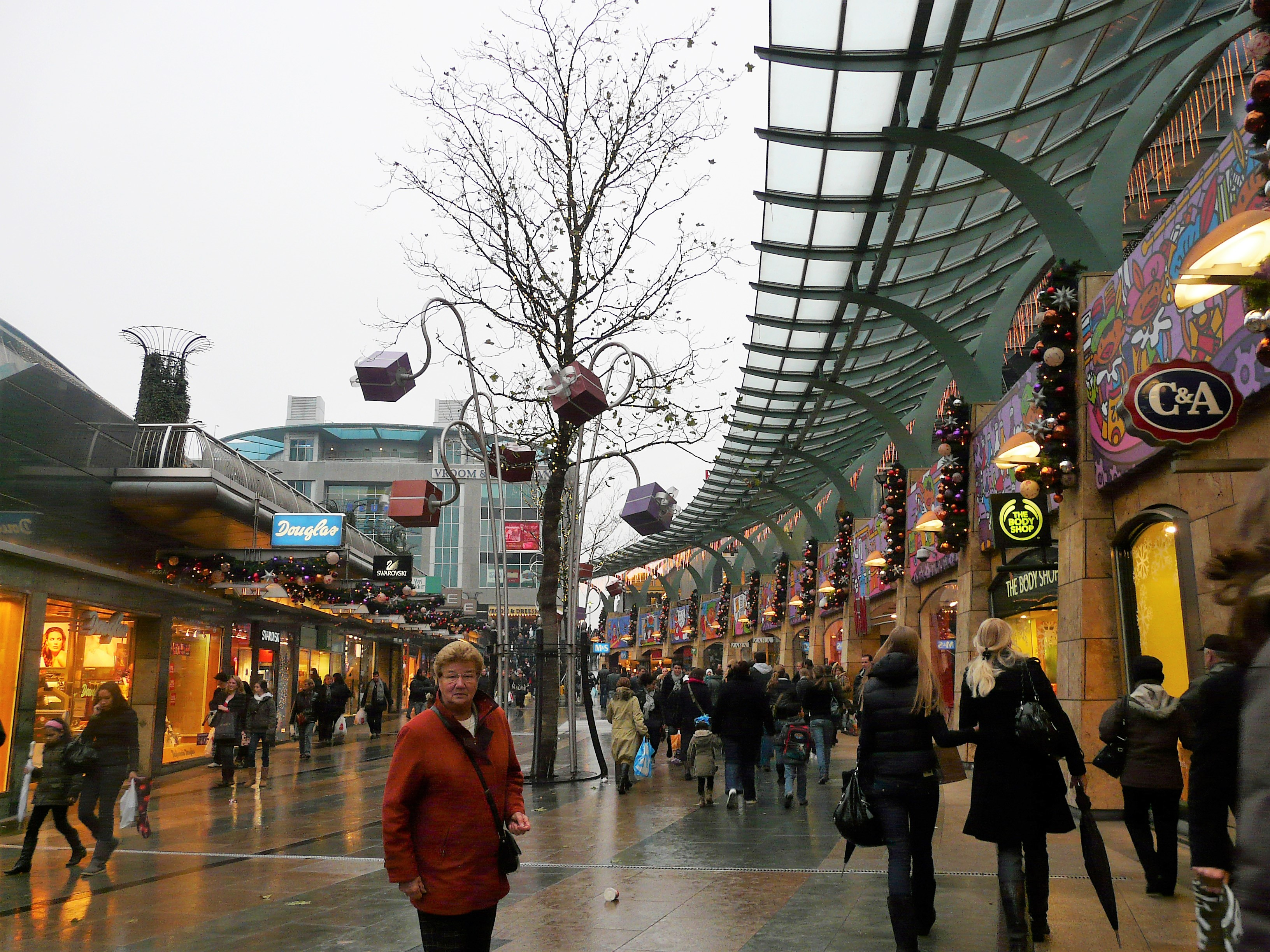
Beurstraverse, Rotterdam (De Bruijn)
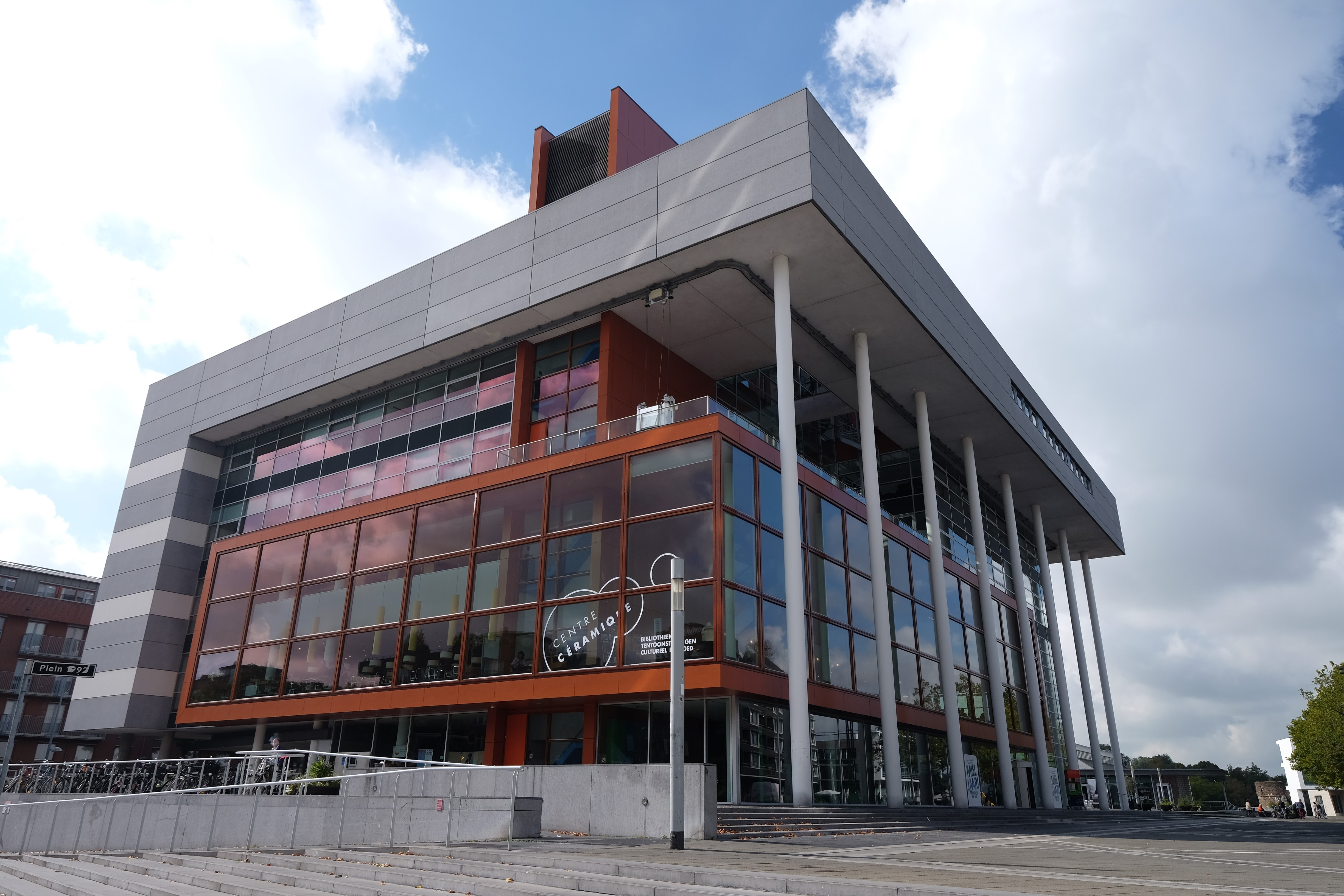
Centre Céramique, Maastricht (Coenen)
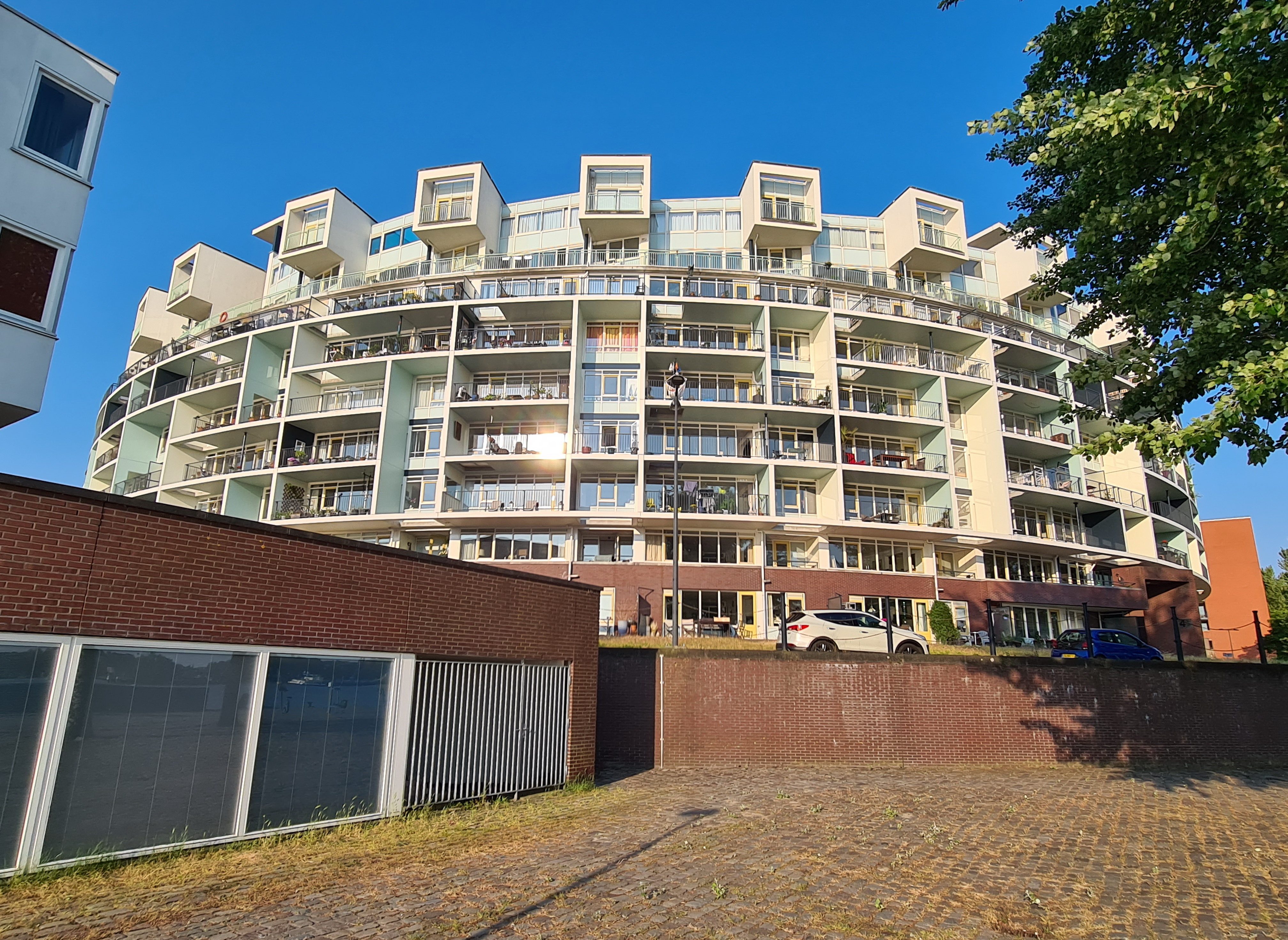
Emerald Empire, Amsterdam (Coenen)